# Lai Sun Cheung
Lai Sun Cheung (Traditioneel Chinees: 黎新祥) (Hongkong, 1 september 1950 - aldaar, 20 juni 2010) was een Hongkongs voetballer en voetbaltrainer. Hij was van 2002 tot 2008 bondscoach van het Hongkongs voetbalelftal, Hongkongs voetbalelftal C en van het Hongkongs voetbalelftal onder-23 en coach van Hong Kong 08.
Lai speelde bij Hong Kong Rangers FC tijdens zijn school. Later speelde hij nog bij Happy Valley AA en bij Tung Sing, ook kwam hij uit voor het nationale team van Hong Kong.
Cheung overleed op 59-jarige leeftijd aan de gevolgen van longkanker.